# Mulknitz
Mulknitz, niedersorbisch Małksa, ist ein Ortsteil der Stadt Forst (Lausitz) im brandenburgischen Landkreis Spree-Neiße. Bis zur Eingemeindung am 6. Dezember 1993 war Mulknitz eine eigenständige Gemeinde.

## Lage
Mulknitz liegt in der Niederlausitz. Benachbarte Orte sind Bohrau im Norden, Naundorf im Nordosten, Sacro im Osten, die Stadt Forst im Südosten, Klein Jamno im Süden sowie das zur Gemeinde Wiesengrund gehörende Gosda im Südwesten. Westlich von Mulknitz liegt der Braunkohletagebau Jänschwalde.
Durch die Gemarkung von Mulknitz führen die Bundesstraße 112 von Forst nach Küstriner Vorland sowie die Kreisstraße 7110 nach Dubrau.

## Geschichte
Mulknitz wurde am 6. Februar 1487 erstmals urkundlich erwähnt. Der Ortsname stammt vom Flüsschen Malxe, das durch das Dorf fließt. Im Sorbischen tragen Ort und Fluss bis heute den gleichen Namen.
Am 24. November 1643 wurde Mulknitz von der Armee des schwedischen Generals Lennart Torstensson überfallen und zerstört. Im Jahr 1898 wurde Mulknitz durch einen Brand erneut zerstört.
Die Dorfkirche in Mulknitz wurde in ihrer heutigen Form im Jahr 1927 nach Plänen von Curt Steinberg erbaut. Es sind zwei Vorgängerbauten überliefert, die 1818 erbaute Fachwerkkirche wurde nach dem Kirchenneubau abgerissen. Die Orgel der Kirche stammt aus der zweiten Hälfte des 18. Jahrhunderts und soll aus Bad Muskau stammen. Bis 1825 wurde in Mulknitz auch in sorbischer (bzw. wendischer) Sprache gepredigt.
Nach dem Wiener Kongress kam Mulknitz wie die gesamte Niederlausitz an das Königreich Preußen. Dort lag Mulknitz im Amtsbezirk Bohrau im Landkreis Sorau (Lausitz). Danach lag der Ort bis 1952 im Landkreis Cottbus. Am 25. Juli 1952 wurde Mulknitz dem neu gebildeten Kreis Forst im Bezirk Cottbus zugeteilt und lag nach der Wende im Landkreis Forst in Brandenburg. Nach der Kreisreform in Brandenburg am 6. Dezember 1993 kam Mulknitz zum neu gebildeten Landkreis Spree-Neiße und wurde in die Stadt Forst (Lausitz) eingemeindet.

### Bevölkerungsentwicklung
| 1875 | 129 | 1939 | 132 | 1981 | 92  |
| 1890 | 127 | 1946 | 170 | 1985 | 101 |
| 1910 | 145 | 1950 | 178 | 1989 | 93  |
| 1925 | 118 | 1964 | 122 | 1992 | 90  |
| 1933 | 162 | 1971 | 117 |      |     |

## Nachweise
1. ↑  Zahlen und Fakten: Ortsteile der Stadt Forst (Lausitz). In: forst-lausitz.de. Abgerufen am 7. Januar 2018.
2. ↑  Zahlen und Fakten: Einwohner der Stadt Forst (Lausitz). In: forst-lausitz.de. Abgerufen am 28. August 2021.
3. ↑  Eintrag „Małksa“ in der niedersorbischen Ortsnamendatenbank auf dolnoserbski.de
4. ↑  500 Jahre Mulknitzer Geschichte in 19 Kapiteln. In: niederlausitz-aktuell.de. Niederlausitz Aktuell, 15. Februar 2008, abgerufen am 6. April 2017.
5. ↑  Mulknitz. In: mulknitz.de. Archiviert vom Original (nicht mehr online verfügbar) am 7. April 2017; abgerufen am 6. April 2017.  Info: Der Archivlink wurde automatisch eingesetzt und noch nicht geprüft. Bitte prüfe Original- und Archivlink gemäß Anleitung und entferne dann diesen Hinweis.
6. ↑  Ausstattung der Dorfkirche Mulknitz. In: stadt-forst.de. Abgerufen am 6. April 2017.
7. ↑  Eintrag zur Denkmalobjektnummer 09125451 in der Denkmaldatenbank des Landes Brandenburg
8. ↑  Richard Andree: Das Sprachgebiet der Lausitzer Wenden vom 16. Jahrhundert bis zur Gegenwart. Prag 1873, S. 12.
9. ↑  Mulknitz im Geschichtlichen Ortsverzeichnis. Abgerufen am 6. April 2017.
10. ↑  Historisches Gemeindeverzeichnis des Landes Brandenburg 1875 bis 2005. (PDF; 331 KB) Landkreis Spree-Neiße. Landesbetrieb für Datenverarbeitung und Statistik Land Brandenburg, Dezember 2006, abgerufen am 6. April 2017.